# Милютин, Борис Семёнович
Бори́с Семёнович Милю́тин (1 [14] марта 1905, Крюков Посад, Полтавская губерния — 24 сентября 1993, Кишинёв) — молдавский советский дирижёр, Народный артист Молдавской ССР (1985).

## Биография
Родился в многодетной семье железнодорожного служащего. Отец, Семён Гаврилович Милютин, был художественно одарённой натурой: организовал в родном городе из местной интеллигенции самодеятельный хор, которым успешно руководил, написал для хористов Певческую грамоту; владел также игрой на скрипке, рисовал. Мать, Елена Муссиевна Милютина, была домохозяйкой. В семье было семь детей — пять дочерей и два сына.
Поступил в Центральный музыкальный техникум в Ленинграде, в класс скрипки профессора Ю. И. Эйдлина. Изучал музыкально-теоретические предметы в Дирижёрско-хоровом техникуме Ленинградской капеллы (1927–1930). Увлёкшись дирижированием, успешно прошёл прослушивание у профессора Н. Малько и был принят на дирижёрское отделение Ленинградской консерватории им. Римского-Корсакова в класс А. В. Гаука. После отъезда Гаука в Москву перешёл в класс И. А. Мусина, у которого с отличием окончил консерваторию в 1936 году. Выпускниками класса И. А. Мусина в том же году были дирижёры О. А. Димитриади и К. А. Симеонов. Параллельно с учёбой в консерватории руководил хором Украинского Домпросвета в Ленинграде, преподавал в детских музыкальных школах; в течение трёх лет работал в консерваторской оперной студии, где дирижировал спектаклями «Евгений Онегин», «Риголетто», «Царская невеста».
С 1936 года жил и работал в Молдавской АССР, сначала — в Тирасполе, с 1940 года — в Кишинёве.
С началом Великой Отечественной войны был мобилизован в действующую армию. Воевал на Карельском и 3-м Украинском фронтах. Демобилизован в 1946 году в звании капитана и возвратился в Кишинёв на прежнюю должность в Молдавской государственной филармонии.
Создал Государственный симфонический оркестр Молдавии, в 1936—1953 годах был его главным дирижёром и художественным руководителем. Под его управлением с оркестром выступали Д. Ойстрах, М. Ростропович, Э. Гилельс, Б. Давидович, М. Вайман, Д. Башкиров, Дж. Огдон, Ю. Ситковецкий, Г. Гинзбург, Н. Бейлина, М. Гринберг, Г. Страхилевич и др. Совмещал исполнительскую деятельность с педагогической в Молдавской Государственной консерватории им. Г. Музическу (с 1998 года Академия музыки, театра и изобразительных искусств): с 1950 года — доцент, с 1965 года до конца жизни — профессор кафедры оперной подготовки; вёл также класс симфонического дирижирования.
Ученики Б. Милютина — дирижёры Т. Гуртовой, С. Лункевич, Г. Шрамко, Ю. Флоря и др. В 1960-е годы Б. Милютин работал в Молдавском театре оперы, балета и драмы имени А. С. Пушкина в должности главного дирижёра. Выпускники оперного класса Б. Милютина — А. Огнивцев, Н. Мисина, И. и Ю. Удаловы, Л. Сиренко, Т. С. Чебан, М. Биешу, М. Мунтян, Л. Алёшина, П. Ботезат, Е. Герман, В. Драгош, Ф. Кузьминов (Кузьмин), В. Кожокару, Н. Ковалёв, Б. Материнко, И. Павленко, В. Савицкая и др.
Постановки Б. Милютина: «Чио-Чио-сан» Пуччини (1946), «Кармен» Бизе, «Барышня-крестьянка» Б. Асафьева (1946), «Рассвет» В. Загорского, «Паяцы» Леонкавалло (1961), «Тоска» Пуччини (1962); «Тропою грома» Кара Караева (1963).

## Семья
- Жена — Эстер (Эсфирь) Будневич[2].
  - Дочь — Изольда Борисовна Милютина (род. 1 июля 1932), молдавский и израильский музыковед, доктор искусствоведения, заслуженный деятель искусств Молдовы; выпускница (1955), с того же года преподаватель (с 1955 года), доцент (с 1974 г.), заведующая кафедрой композиции и музыковедения Кишинёвской консерватории (Института искусств им. Г. Музическу), руководитель отдела музыковедения АН Молдавской ССР, автор альбома-монографии «Дойна» (Кишинёв: Hyperion, 1990), воспоминаний «Между прошлым и будущим» (Тель-Авив: Gutenberg, 2004); живёт в городе Реховот (Израиль)[3]. Была замужем за Сергеем Лункевичем — молдавским скрипачом, народным артистом СССР.
    - Внучка — Ирина Сергеевна Лункевич, пианистка, преподаватель Академии музыки и танца им. Рубина в Иерусалиме[4].

## Награды
- два ордена Трудового Красного Знамени (1949, 1960)
- орден «Знак Почёта» (1976)
- орден Отечественной войны 2-й степени (1986)
- медали
- Заслуженный деятель искусств Молдавской ССР (1947)
- Народный артист Молдавской ССР (1985).